# Domanico
Domanico és un municipi italià, dins de la província de Cosenza, que limita amb els municipis de Carolei, Dipignano, Grimaldi, Lago, Malito, Mendicino i Paterno Calabro a la mateixa província.

## Evolució demogràfica
| Població censada al municipi de Domanico | Població censada al municipi de Domanico      | Població censada al municipi de Domanico |
| ---------------------------------------- | --------------------------------------------- | ---------------------------------------- |
|                                          |                                               |                                          |
| Notes:                                   | Elaboració gràfica per part de la Viquipèdia  |                                          |
|                                          | Font: ISTAT (Institut Nacional d'Estadística) |                                          |